# Zatopienie MV Strumy

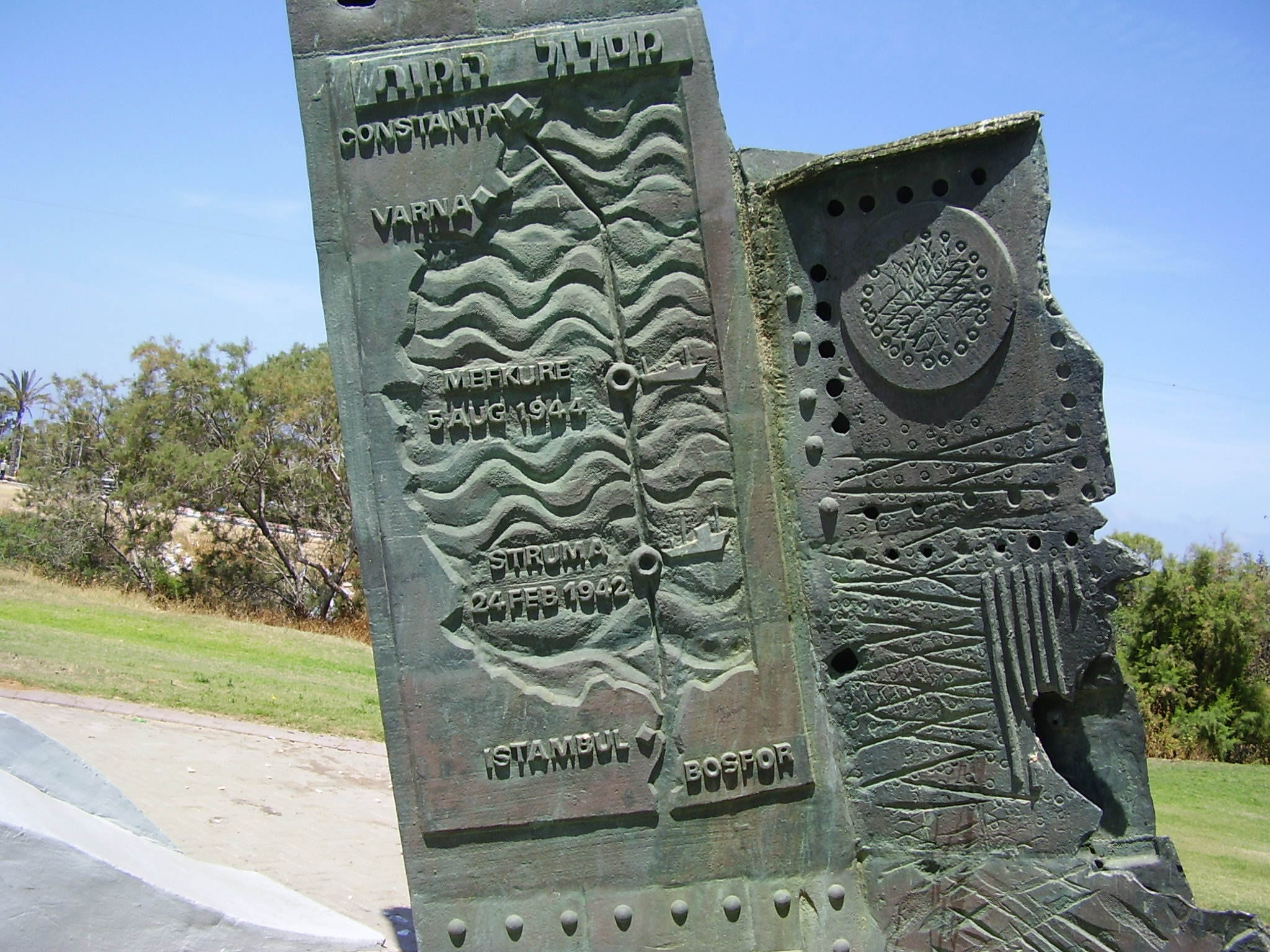
Pomnik wystawiony ofiarom ze statków „Struma” i „Mefküre” w izraelskim Aszdod

Zatopienie MV Strumy – storpedowanie i zniszczenie  przez radziecki okręt podwodny na Morzu Czarnym cywilnego statku z żydowskimi uchodźcami w lutym 1942 roku.
Podczas trwającej II wojny światowej niewielka jednostka (dawny angielski jacht luksusowy przebudowany na bułgarski transportowiec) została wyczarterowana do przewiezienia żydowskich uchodźców ze sprzymierzonej z państwami Osi Rumunii do kontrolowanej przez aliantów (Brytyjczyków) Palestyny.
Statek, który wypłynął z Konstancy 12 grudnia 1941, po przedłużonym wskutek kolejnych awarii napędu rejsie (planowo miał on trwać zaledwie kilkanaście godzin), z trudem dotarł do portu w Stambule. Brytyjskie władze Palestyny niechętne były tym migrantom z uwagi na prowadzoną celowo politykę powstrzymywania żydowskiego osadnictwa w mandatowej Palestynie; w poufnych uzgodnieniach „Struma” miała nie przedostać się przez cieśniny na Morze Śródziemne i do portów palestyńskich. Przez kilkadziesiąt dni pasażerom odmawiano nawet prawa zejścia na ląd, bez względu na panujące na statku skandaliczne warunki bytowo-higieniczne.
23 lutego 1942 roku statek z nadal niesprawnym silnikiem, ze wszystkimi uchodźcami na pokładzie został przez Turków odholowany z portu stambulskiego przez Bosfor z powrotem na Morze Czarne, gdzie pozostawiono go w dryfie. Wkrótce potem, 24 lutego został storpedowany i zatopiony przez radziecki okręt podwodny „Szcz-213” (ros. Щ-213). W wyniku tego zginęło 778 mężczyzn, kobiet i dzieci; jako rozbitek uratował się tylko jeden świadek – 19-letni David Stoliar, któremu po wyłowieniu przez tureckich rybaków i przesłuchaniach przez miejscowe władze udało się później dotrzeć do granicy Turcji i ostatecznie przedostać do Jerozolimy.
Zdarzenie to określono mianem „największej cywilnej katastrofy morskiej II wojny światowej”, choć więcej cywilów (poza personelem wojskowym) zginęło na większych statkach, takich jak „Wilhelm Gustloff”, „Cap Arcona”, RMS „Lancastria” i „Jun’yō Maru”.